# Le Bon Point
Le Bon Point est un périodique français pour enfants publié du 4 juillet 1912 au 16 juin 1938 par les Éditions Albin Michel.

## Histoire du support
Son premier sous-titre était « amusant » puis, après 1926, « amusant et instructif  ». Le titre principal comporte un trait d'union durant les premières années.
Paraissant tous les jeudis, la pagination est de 16 pages, le cahier intérieur étant en noir et blanc.
Le périodique, après 1 333 numéros, est rebaptisé en juin 1938 Francis, journal des enfants bien élevés » et disparaît le 15 décembre suivant, après 27 livraisons.

## Publication et contributeurs
- « Les aventures du Bigoudi »
- Jean d'Aurian
- Ludovic Fortolis
- Arnould Galopin[3]
- Henry de La Vaulx
- Étienne Le Rallic
- Louis Maitrejean (dessinateur, 1882-1955)
- Armand Rapeño
- Roger Salardenne
- Olga Slom
- René Vigo